# آداب الجدال
آداب الجدال مبدأ ليبرتاري سياسي طور عام 1988 بواسطة هانز هيرمان هوب، البروفيسور الفخري في جامعة نيفادا، لاس فيغاس كلية الأعمال والزميل الأقدم لـمعهد لودويغ فون ميسيس[1] [1]. آداب الجدال تهدف لإثبات أن النقاش من أجل أي موقف أخلاقي عدا ملكية الذات ومبادئ الملكية لـجون لوك لا يمكن أن تمر تحت سياق الحجج المثيرة للجدل التي تهدف لحل الخلافات. حجة هوب لا تُقَيم وهي تُكَوَن تحليلياً. استقبال حجة هوب بين الفلاسفة الليبرتاريين كان متفاوتاً.
هوب يصرح أنه بسبب أن كلا الفريقين في الجدال يقترحان اقتراحات في سياق الجدل، ولأن النقاش يفترض معاييرا مختلفة تشمل اللاعنف، فإن القيام باقتراح مقترح ينفي المعايير المفترضة للنقاش هو تناقض منطقي بين فعل الشخص وكلماته (تناقضاً أدائياً). خصوصا، أن تناقش بأن العنف يجب أن يستخدم لحل النزاعات (بدلا من الجدل) فهو تناقض أدائي. إذا، هوب يناقش أن النقاش ضد الاناركية الليبرتارية ومبدأ اللاعنف متناقض منطقيا.

## التأسيس
هوب يصرح أن نظريته بديهية، سلوكية منطقية، لا تُقَيَم وهي من الاخلاقيات الواجبة. آداب الجدال تفترض أن مبدأ عدم الاعتداء يستلزم كافة الحجج ولا يمكن رفضه منطقيا أثناء جدل ما. آداب الجدال تعتمد على أفكار آداب الخطاب لـيورغن هابرماس وكارل أوتو آبل، وآداب السلوك لـلودفيج فون ميزس ومن فلسفة السياسة لـموراي روثبورد.

## مبدأ عدم الاعتداء
آداب الجدال تهدف لإظهار مبدأ عدم الاعتداء متبوعا من حجج افتراض اللاعنف، وبذلك فهي غير قابلة للإنكار.